# Ilkka Laitinen
Ilkka Pertti Juhani Laitinen, född 22 augusti 1962 i Nurmes, död 29 september 2019 i Vanda, var en finländsk gränsbevakningsofficer. Han var den första verkställande direktören för Europeiska byrån för förvaltningen av det operativa samarbetet vid Europeiska unionens medlemsstaters yttre gränser (Frontex) och tjänstgjorde från 25 maj 2005 till 2014. Frontex är en av Europeiska unionens decentraliserade myndigheter med säte i Warszawa.
Ilkka Laitinen tjänstgjorde i gränsbevakningsväsendet  1982 och sedan 1985. Han befordrades till brigadgeneral 2006 och har innehaft en flera olikartade befattningar på nationell och EU-nivå.